# Mamertino Nero d'Avola riserva
Il Mamertino Nero d'Avola riserva  o Mamertino Calabrese riserva  o Mamertino di Milazzo Nero d'Avola riserva o Mamertino di Milazzo Calabrese riserva è un vino DOC istituito con decreto dello 03/09/2004 pubblicato sulla gazzetta ufficiale dell'11/09/04 n 214.
Abbraccia vini prodotti nei seguenti comuni: Alì, Alì Terme, Barcellona Pozzo di Gotto, Basicò, Castroreale, Condrò, Falcone, Fiumedinisi, Furnari, Gualtieri Sicaminò, Itala, Librizzi, Mazzarrà Sant'Andrea, Merì, Milazzo, Monforte San Giorgio, Montalbano Elicona, Nizza di Sicilia, Oliveri, Pace del Mela, Patti, Roccalumera, Roccavaldina, Rodì Milici, San Filippo del Mela, 
Santa Lucia del Mela, San Pier Niceto, Scaletta Zanclea, Terme Vigliatore, Torregrotta, Tripi.
Tutti in provincia di Messina.

## Vitigni con cui è consentito produrlo
- Calabrese o Nero d'Avola minimo 85%
- Altri vitigni a bacca nera idonei alla coltivazione nella provincia di Messina, singolarmente o congiuntamente fino ad un massimo del 15%.[1]

## Tecniche produttive
Questo vino deve essere invecchiato per 24 mesi di cui 6 mesi in botte di legno (a decorrere dal 1º novembre dell'anno di produzione delle uve).

## Caratteristiche organolettiche
- colore: rosso rubino intenso tendente al rosso granata;
- profumo: caratteristico, fruttato, gradevole;
- sapore: asciutto, corposo, armonico;

## Produzione
Provincia, stagione, volume in ettolitri
- nessun dato disponibile